# Cova de Cal Ferrer
El jaciment de la Cova del Cal Ferrer és una cova natural d'habitació sense estructures, a la població de Capellades (l'Anoia), declarat bé cultural d'interès nacional.
Les seves dimensions són petites i s'obre en una paret de travertins. Està situada al cingle del Capelló, sota l'Abric Romaní a uns 15 metres de distància d'aquest, una mica més al nord, a la vora del veïnat de la Font de la Reina. Es tracta d'una zona amb horts i amb molta vegetació. L'Any 1991 es va determinar que aquest espai arqueològic la Cova de Cal Ferrer esdevenia un espai arqueològic no visitable.

## Descobriment i historiografia del jaciment
La Cova de Cal Ferrer fou explorada per Amador Romaní l'any 1912, el qual va comentar al seu diari inèdit que s'hi van trobar restes de sílex tallat, sense especificar-hi res més. L'Any 1984 s'actualitzà la carta arqueològica de l'Anoia, documentant-se una descripció de l'espai, tot anotant l'absència de restes arqueològiques en superfície. Així i com a excepció de les restes de sílex documentades per Amador Romaní, no s'hi han detectat més restes, doncs quan es va procedir a fer la revisió de la Carta Arqueológica l'any 1991, els arqueòlegs Eudald Carbonell i Raül Bartolí no van poder accedir a la cova, ja que aquell mateix any la mateixa fou declarada com a espai privat a l'accés. Per aquestes raons tan sols es pot connotar l'existència d'aquest espai, sent impossible cap mena de lectura social o econòmica, en aquest sentit, tampoc és possible datar l'espai.